# Suecia en los Juegos Olímpicos de Oslo 1952
Suecia estuvo representada en los Juegos Olímpicos de Oslo 1952 por un total de 65 deportistas que compitieron en 8 deportes.  
El portador de la bandera en la ceremonia de apertura fue el esquiador de combinada nórdica Erik Elmsäter.

## Medallistas
El equipo olímpico sueco obtuvo las siguientes medallas:
| Nombre                                                     | Deporte               | Competición        |
| ---------------------------------------------------------- | --------------------- | ------------------ |
| Oro                                                        |                       |                    |
| —                                                          |                       |                    |
| Plata                                                      |                       |                    |
| —                                                          |                       |                    |
| Bronce                                                     |                       |                    |
| Nils Täpp Sigurd Andersson Enar Josefsson Martin Lundström | Esquí de fondo        | 4 × 10 km M        |
| Equipo                                                     | Hockey sobre hielo    | Torneo M           |
| Carl-Erik Asplund                                          | Patinaje de velocidad | 10 000 m M         |
| Karl Holmström                                             | Saltos en esquí       | Trampolín normal M |